# Dioctria dispar
Dioctria dispar är en tvåvingeart som beskrevs av Friedrich Hermann Loew 1871. Dioctria dispar ingår i släktet Dioctria och familjen rovflugor. Inga underarter finns listade i Catalogue of Life.